# Tomasz Olbratowski
Tomasz Olbratowski (ur. 23 października 1961 w Tomaszowie Mazowieckim) – polski dziennikarz radiowy, satyryk i felietonista.

## Życiorys
Tomasz Olbratowski uczęszczał do Szkoły Podstawowej nr 16 im. gen. Karola Świerczewskiego w Tarnowie. W 1980 ukończył klasę z poszerzonym programem nauczania języka angielskiego w IV Liceum Ogólnokształcącym w Tarnowie. Absolwent Uniwersytetu Jagiellońskiego.
Od 1992 pracownik radia RMF FM. Początkowo pracował w redakcji informacyjnej, później był sekretarzem redakcji. Od 1998 pracuje przy porannym programie krakowskiej stacji. Codziennie ok. 7:50 prezentuje swoje satyryczne felietony w audycji Wstawaj szkoda dnia (pierwszy felieton został wyemitowany 13 października 1997).
Wraz z Przemysławem Skowronem był gospodarzem Wolnych Żartów w RMF FM.
W 2005 wydał książkę Wstawaj, szkoda DN(i)A, w której zebrał najlepsze swoje felietony. Współtworzył program Europa da się lubić, emitowany w TVP2. W 2007 wybrany Dziennikarzem Roku Małopolski.
Olbratowski współpracował także z Kabaretem pod Wyrwigroszem. Wraz z członkami kabaretu stworzył cykl „Między Bugiem, a prawdą”, emitowany w RMF FM do 2012.
13 września 2016 roku ukazał się felieton, w którym Tomasz Olbratowski odniósł się do zagadnienia encyklopedyczności Bartłomieja Misiewicza rozpatrywanego przez społeczność wikipedystów w dniach 8–12 września 2016.
Od 2013 roku jest członkiem Hokejowej Reprezentacji Artystów Polskich.